# Kanzlerbrunnen
Der Kanzlerbrunnen ist ein Brunnen in Darmstadt.

## Geschichte und Beschreibung
Der Kanzlerbrunnen ist ein Werk des Bildhauers Johann Baptist Scholl der Jüngere.
Er wurde im Jahre 1860 aus rotem Sandstein angefertigt.
Die wasserspeienden Löwenköpfe sind Nachgüsse aus Bronze.

## Denkmalschutz
Der ehemals an die Dreibrunnenleitung angeschlossene öffentliche Wandbrunnen war ursprünglich am Haus Alexanderstraße 4 befestigt; dem Wohnhaus des Kanzlers Kilian von Schwarzenau.
Nach dem Zweiten Weltkrieg wurde der Kanzlerbrunnen an der alten Stadtmauer angebracht.
Aus baukünstlerischen und stadtgeschichtlichen Gründen gilt der Kanzlerbrunnen als Kulturdenkmal.